# Joachim Beuckelaer
Joachim Beuckelaer (névváltozat: Buecklaer; Antwerpen, kb. 1533 – Antwerpen, kb. 1574) flamand festő. Pieter Aertsen festő volt a nagybátyja és egyben mestere.

## Művészete

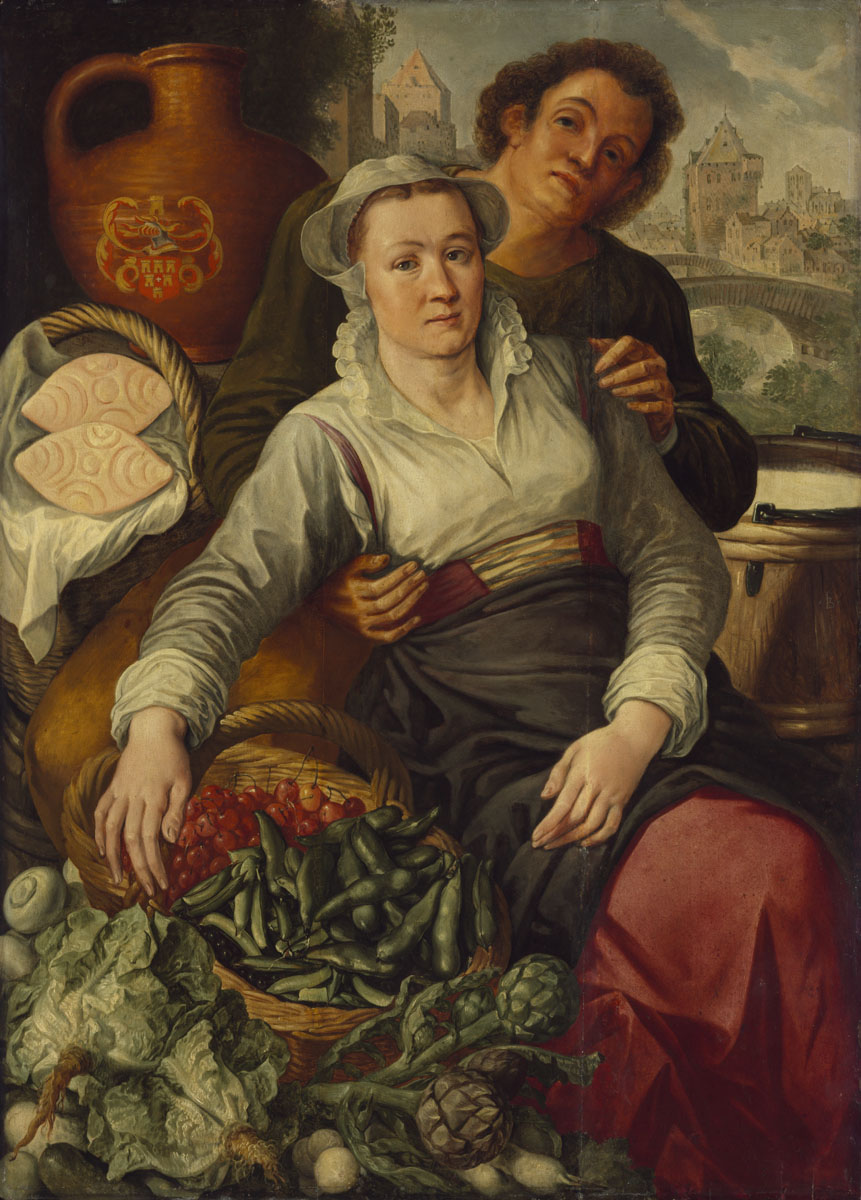
Piaci jelenet

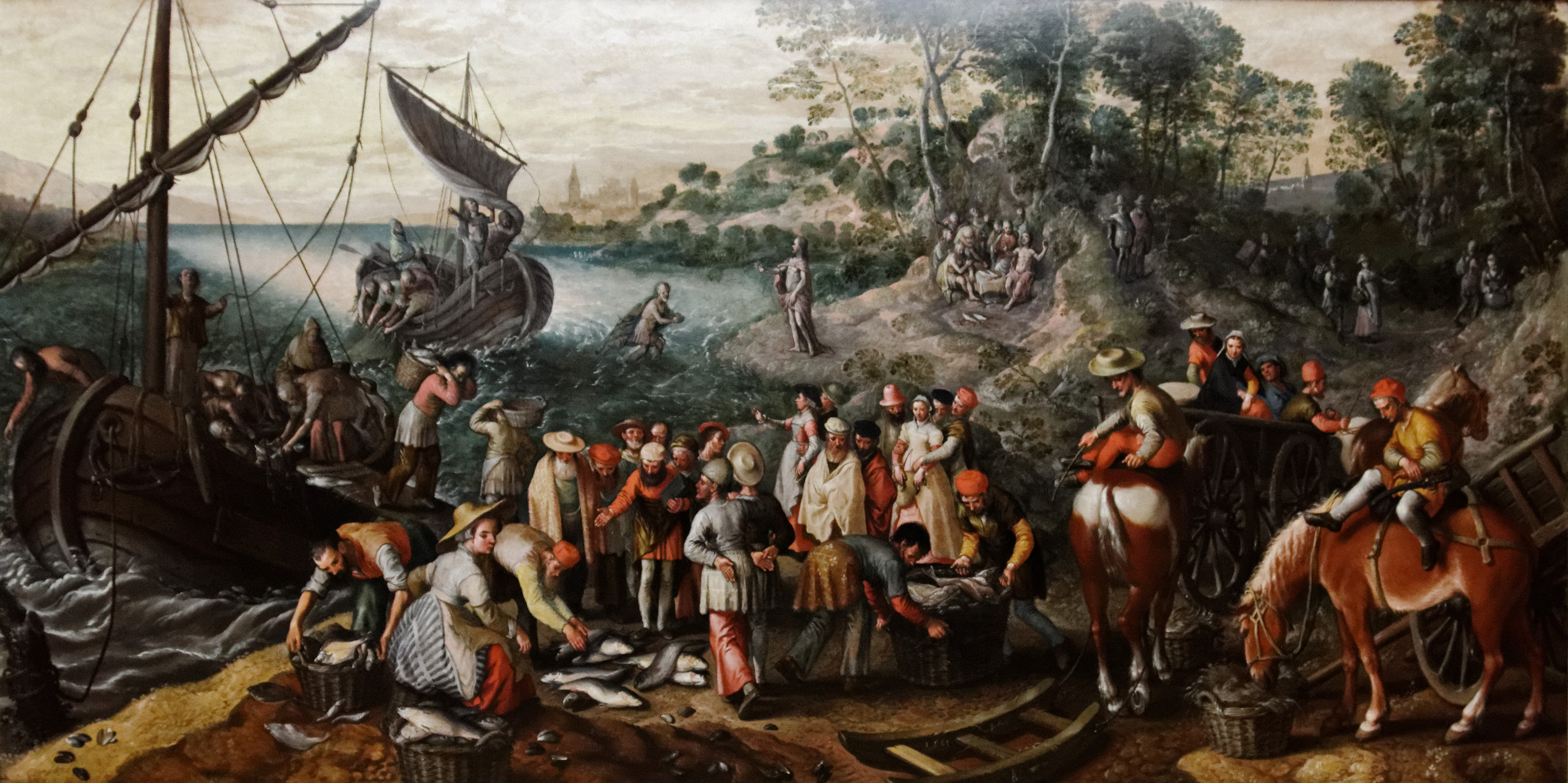
A csodálatos kifogott halak (1563)

A flamand festészetet jellemző vásári, piaci, konyhai életképek, enteriőrök, csendéletek egyik legjobb mestere. Számára ez a fő téma, a bibliai jelenetek az ő festményein leggyakrabban csak a háttérben vagy allegorikus formában jelennek meg. Kifejezetten vallási témájú képei közül sokat az esztelen képrombolás során elpusztítottak. Legtöbb munkája a Bécsi Szépművészeti Múzeumba és Nápoly múzeumaiba került, az antwerpeni és az amszterdami múzeumok is őrzik műveit, valamint a londoni National Gallery, egy-egy életképe megtalálható a budapesti Szépművészeti Múzeumban (Piaci jelenet); a moszkvai Puskin Múzeumban (Piacon, 1564) és a világ más múzeumaiban is.
A csodálatos kifogott halak (1563) című kép a festő természet-, ember- és állatábrázoló képességeit mutatja. Legismertebb talán Négy elem (Föld, víz, levegő, tűz) c. sorozata, amelyből a Víz című piaci halárusokat ábrázol 12-féle hallal, mely a 12 apostolt szimbolizálja, a nagyon távoli háttérben pedig Jézus látszik, aki a feltámadás után a Kineret-tónél sétál. A nancyi Beaux-Arts Múzeumban található képe piaci jelenetet ábrázol háttérben az Ecce Homo-val (1561). Az egyik képén egy falusi bordélyház jeleneteit is megeleveníti, a kép címe: Bordélyház, mulatozó párokat látunk és egy részeg fiatal férfit is, aki fejjel lefelé próbál egyensúlyozni egy széken.
Beuckelaer szívesen merült bele az egyszerű emberek ábrázolásába. Sajátos északi reneszánsz stílusa nagy hatással volt Észak-Itália művészetére, köztük cremonai Vincenzo Campi munkásságára. Igen tehetséges, szorgalmas és termékeny alkotó volt, de munkáiért igen kevés fizetséget kért, s egész életében szegény maradt.

## Négy elem

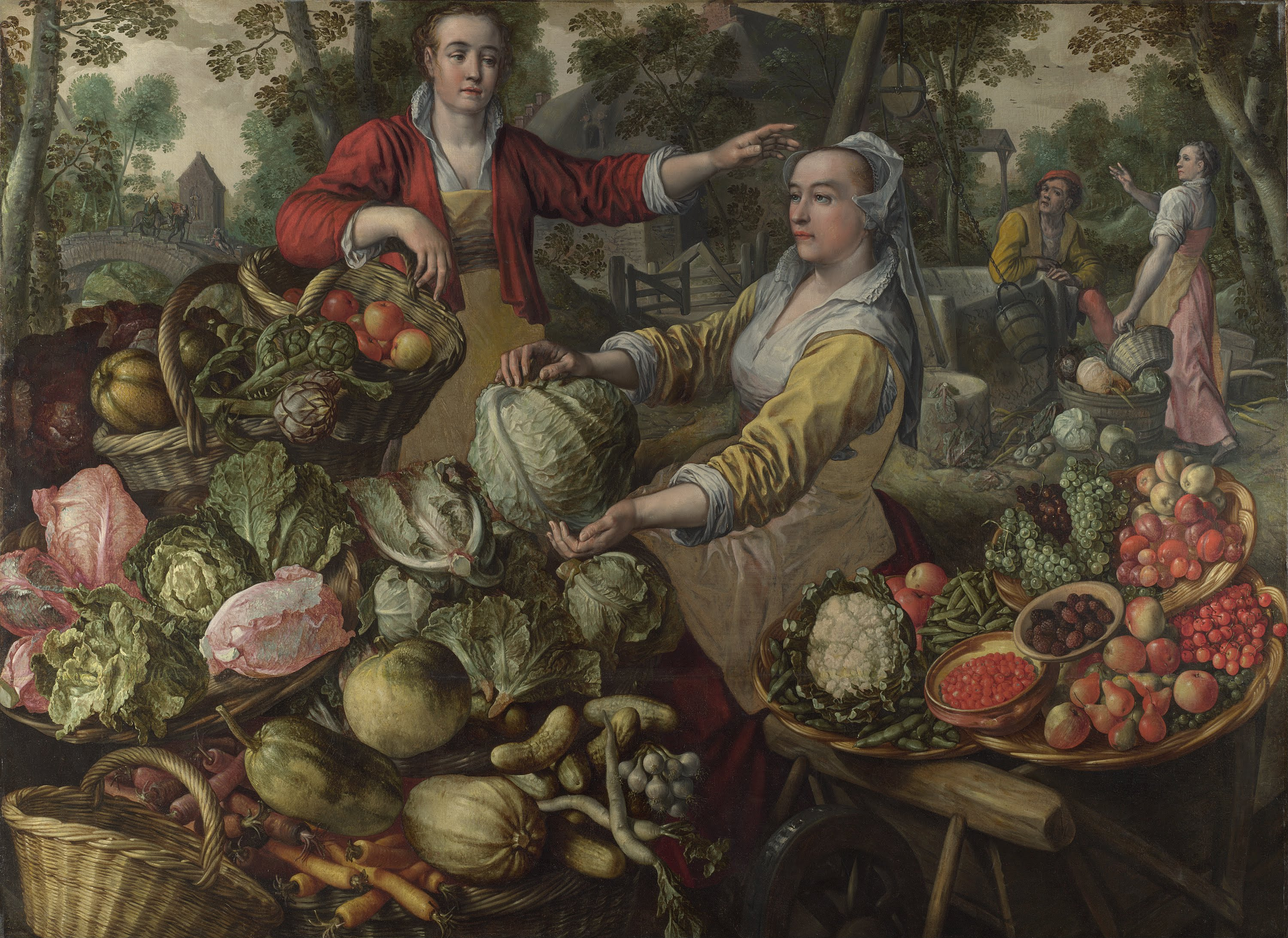
Föld
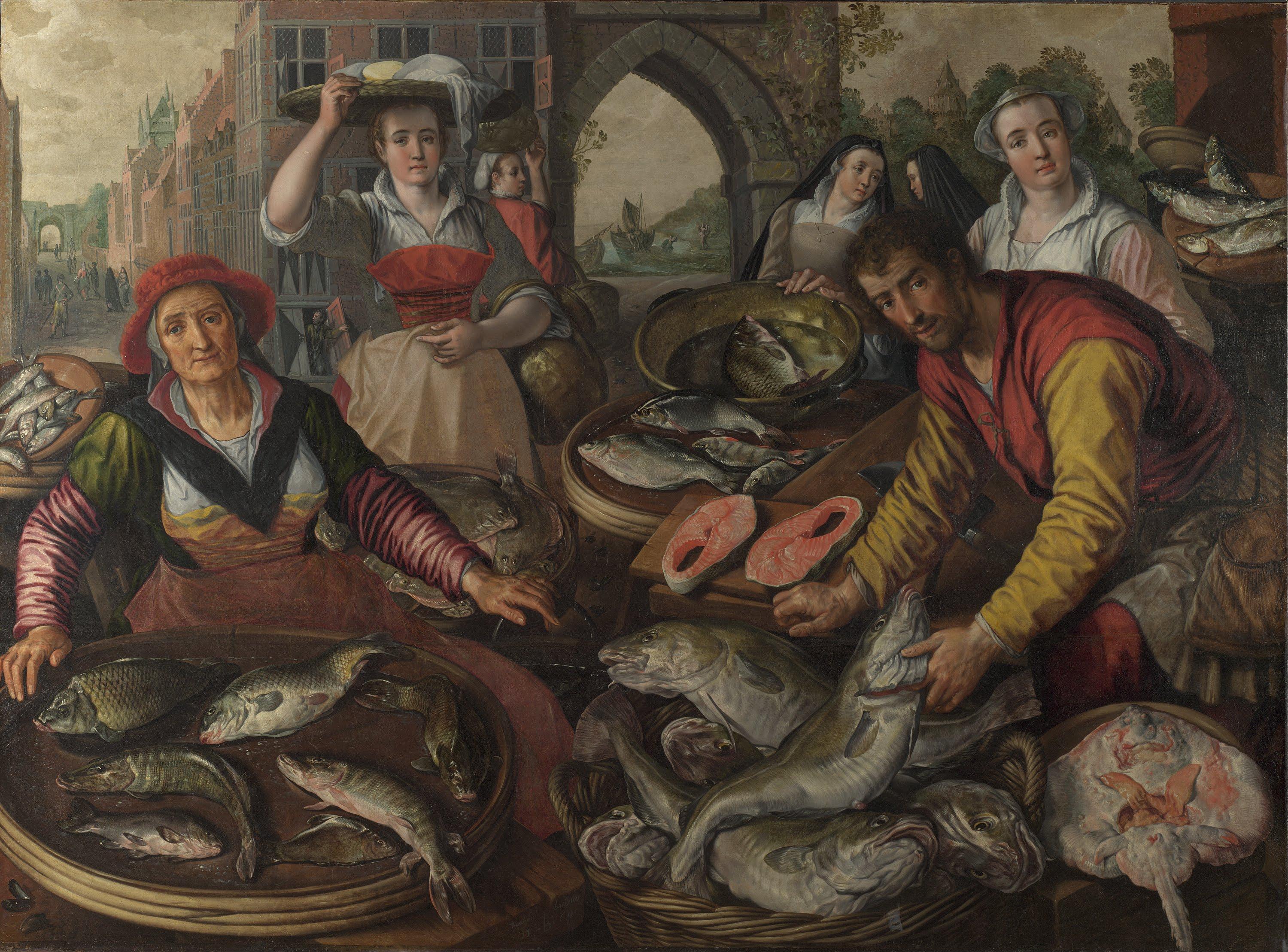
Víz
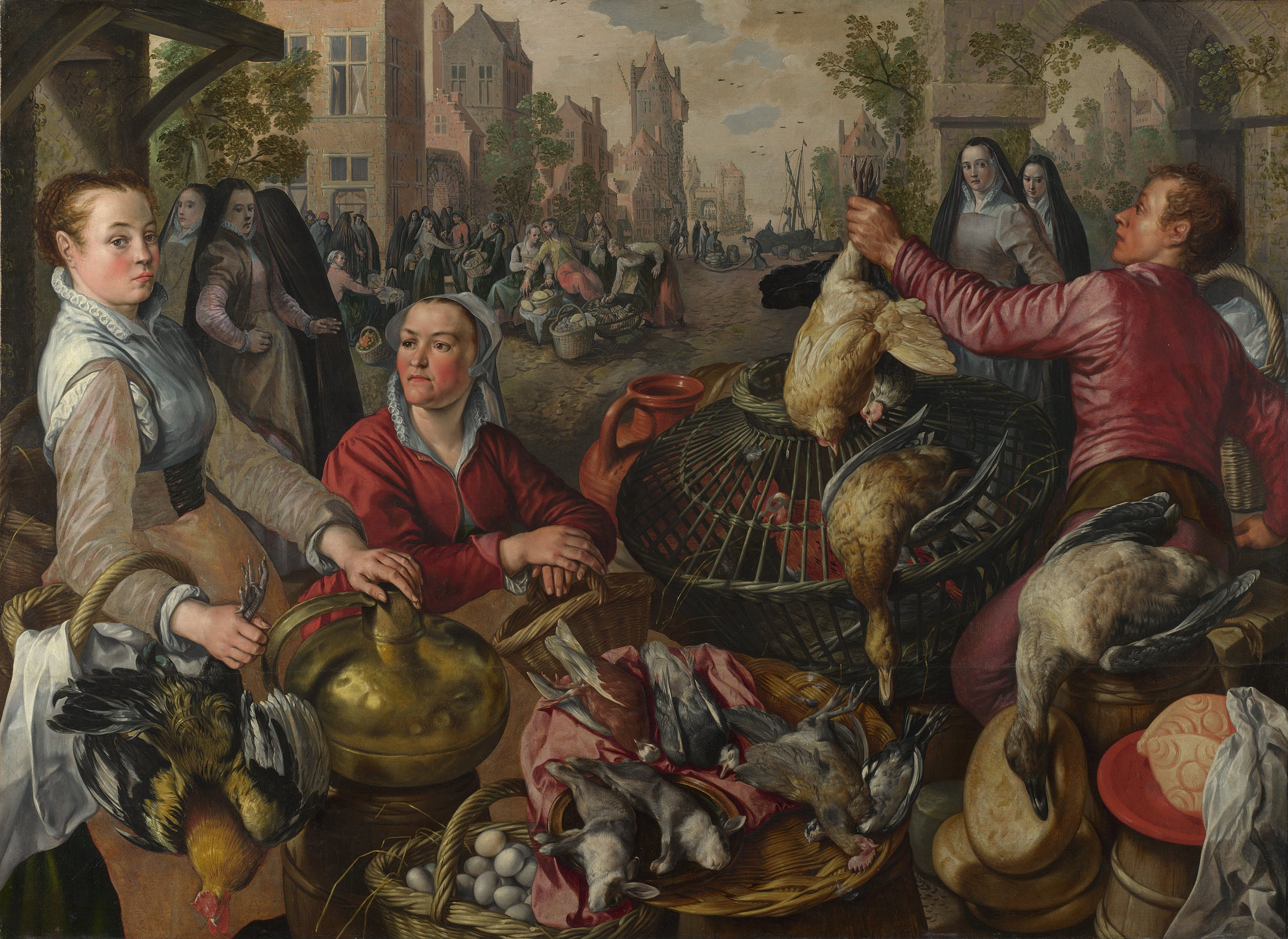
Levegő
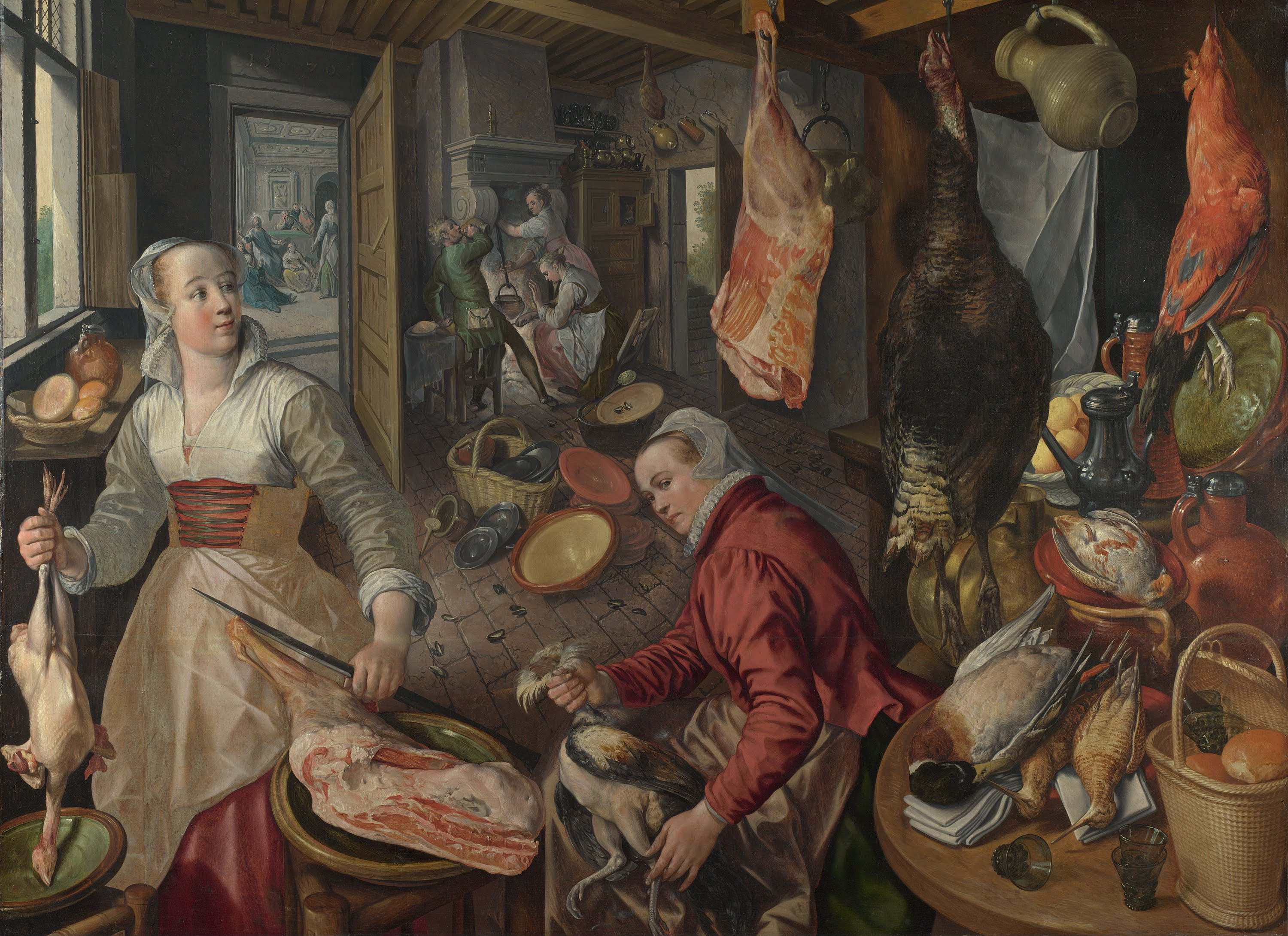
Tűz